# Coppa del Belgio 2016-2017
La Coppa del Belgio 2016-2017 (detta anche Croky Cup per motivi di sponsorizzazione) è stata la 62ª edizione della coppa nazionale belga di calcio. Ha avuto inizio il 30 luglio 2016 e si è conclusa il 18 marzo 2017 con la finale tra lo Zulte Waregem ed l'Oostende, gara terminata ai supplementari con un 3-3 finale e risolta ai calci di rigore per 4-2.

## Formato
Tutti i turni della Coppa del Belgio, con eccezione delle semifinali, si disputano con partite di sola andata ad eliminazione diretta. Le squadre appartenenti alla Pro League entrano nei sedicesimi di finale. Alla competizione partecipano 312 squadre:
- 224 squadre provenienti dalle serie provinciali;
- 64 squadre provenienti dalla Promotion;
- 8 squadre provenienti dalla Tweede klasse;
- 16 squadre provenienti dalla Pro League.

## Sedicesimi di finale
Ai sedicesimi di finale partecipano le 16 squadre vincenti il quinto turno e le 16 squadre della Pro League.
| Squadra 1               | Risultato                  | Squadra 2         |
| ----------------------- | -------------------------- | ----------------- |
| 20 settembre 2016       |                            |                   |
| Club Bruges             | 3 – 1                      | Lommel            |
| Dessel Sport            | 3 – 3(d.t.s.) (7-8 d.t.r.) | R.E. Mouscron     |
| 21 settembre 2016       |                            |                   |
| Anderlecht              | 1 – 0                      | OH Lovanio        |
| Lokeren                 | 3 – 2                      | Cercle Bruges     |
| Roeselare               | 2 - 3                      | Eupen             |
| Kortrijk                | 2 – 0                      | RFCB Sprimont     |
| Waasland-Beveren        | 2 – 0                      | K. FC Oosterzonen |
| Sporting West Harelbeke | 1 – 6                      | Sint-Truiden      |
| Westerlo                | 0 – 1                      | Tubize-Braine     |
| Cappellen               | 1 – 2                      | Zulte Waregem     |
| Lierse                  | 1 – 2                      | Gent              |
| Sporting Hasselt        | 2 – 3                      | Malines           |
| Eendracht Aalst         | 0 – 4                      | Genk              |
| Antwerp                 | 0 – 2                      | Ostenda           |
| Verbroedering Geel      | 2 – 1                      | Standard Liegi    |
| Charleroi               | 5 – 0                      | Bocholt           |

## Ottavi di finale
| Squadra 1          | Risultato                   | Squadra 2     |
| ------------------ | --------------------------- | ------------- |
| 29 novembre 2016   |                             |               |
| Sint-Truiden       | 2 – 2 (d.t.s.) (4-3 d.t.r.) | Malines       |
| Eupen              | 3 – 2                       | Club Bruges   |
| 30 novembre 2016   |                             |               |
| Kortrijk           | 1 – 0                       | R.E. Mouscron |
| Tubize-Braine      | 3 – 4 (d.t.s.)              | Ostenda       |
| Waasland-Beveren   | 1 – 3                       | Genk          |
| Verbroedering Geel | 1 – 2 (d.t.s.)              | Zulte Waregem |
| Gent               | 1 – 0                       | Lokeren       |
| 1 dicembre 2016    |                             |               |
| Charleroi          | 2 – 2 (d.t.s.) (4-3 d.t.r.) | Anderlecht    |

## Quarti di finale
| Squadra 1        | Risultato     | Squadra 2    |
| ---------------- | ------------- | ------------ |
| 13 dicembre 2016 |               |              |
| Eupen            | 4 – 0         | Kortrijk     |
| 14 dicembre 2016 |               |              |
| Zulte Waregem    | 2 - 0         | Sint-Truiden |
| Charleroi        | 1 – 3(d.t.s.) | Genk         |
| Ostenda          | 1 – 0         | Gent         |

## Semifinali
| Squadra 1                    | Totale | Squadra 2 | Andata | Ritorno |
| ---------------------------- | ------ | --------- | ------ | ------- |
| 17 gennaio - 18 gennaio 2017 |        |           |        |         |
| Ostenda                      | 2 – 1  | Genk      | 1 – 1  | 1 – 0   |
| 31 gennaio - 1 febbraio 2017 |        |           |        |         |
| Zulte Waregem                | 3 – 0  | Eupen     | 1 – 0  | 2 – 0   |

## Finale
| Arbitro: | Sébastien Delferière |

|                                    |                      |                                    |
| Dimata 19’, 54’ Musona 116’ (rig.) | Marcatori            | 25’ Derijck 64’ Coopman 111’ Gueye |
| Siani Canesin Marušić Musona       | Tiri di rigore 2 – 4 | Derijck Mühren Meïté Hamalainen    |

| Oostende | Zulte Waregem |

|                   |    |                       |      |     |
|                   |    |                       |      |     |
| P                 | 28 | William Dutoit        |      |     |
| D                 | 27 | Brecht Capon          |      |     |
| D                 | 18 | David Rozehnal        |      |     |
| D                 | 31 | Bruno Godeau          |      |     |
| D                 | 77 | Adam Marušić          |      |     |
| C                 | 7  | Sébastien Siani (c)   |      |     |
| C                 | 20 | Michiel Jonckheere    | 1’   | 71’ |
| C                 | 26 | Kévin Vandendriessche |      |     |
| C                 | 10 | Franck Berrier        | 87’  |     |
| A                 | 11 | Knowledge Musona      | 120’ |     |
| A                 | 19 | Landry Dimata         | 97’  |     |
| A disposizione:   |    |                       |      |     |
| P                 | 1  | Silvio Proto          |      |     |
| D                 | 4  | Fabien Antunes        |      |     |
| D                 | 6  | Mathias Bossaerts     |      |     |
| A                 | 8  | Yassine El Ghanassy   | 87’  |     |
| C                 | 15 | Andile Jali           |      |     |
| A                 | 17 | Joseph Akpala         | 97’  |     |
| C                 | 55 | Fernando Canesin      | 71’  |     |
| Allenatore:       |    |                       |      |     |
| Yves Vanderhaeghe |    |                       |      |     |

|                 |    |                    |     |
|                 |    |                    |     |
| P               | 1  | Sammy Bossut       |     |
| D               | 14 | Henrik Dalsgaard   |     |
| D               | 6  | Timothy Derijck    | 11’ |
| D               | 3  | Marvin Baudry      |     |
| D               | 31 | Brian Hamalainen   |     |
| C               | 8  | Lukas Lerager      |     |
| C               | 17 | Soualiho Meïté     |     |
| C               | 29 | Alessandro Cordaro | 57’ |
| C               | 23 | Christophe Lepoint | 57’ |
| C               | 10 | Onur Kaya          | 82’ |
| A               | 9  | Mbaye Leye         |     |
| A disposizione: |    |                    |     |
| P               | 22 | Kenny Steppe       |     |
| D               | 4  | Luca Marrone       |     |
| A               | 7  | Aliko Bala         |     |
| D               | 15 | Kingsley Madu      |     |
| A               | 19 | Babacar Gueye      | 57’ |
| A               | 21 | Robert Mühren      | 82’ |
| C               | 43 | Sander Coopman     | 57’ |
| Allenatore:     |    |                    |     |
| Francky Dury    |    |                    |     |